# William Semple
William Semple —o Sempill—, conocido en español como Guillermo Semple (Lochwinnoch, Escocia, 1546-Madrid, España, 1633), fue un militar escocés que vivió exiliado en España durante más de 50 años, estando al servicio de la Corona de España. Aunque probablemente comenzó sus relaciones con España como agente doble, llegó a ser asesor —«gentil hombre de la boca de su Majestad»— de tres monarcas sucesivos —Felipe II, Felipe III y Felipe IV—.
En 1582, al mando de la guarnición de tropas escocesas de la ciudad de Lier lleva al cabo la entrega de la plaza a las tropas del duque de Parma, siendo Lier la primera de una serie de plazas fuertes que fueron capturadas.
En la década de 1590, abogó por una estrategia naval agresiva contra Inglaterra y los rebeldes de los Países Bajos, por lo que es considerado precursor de la estrategia naval del conde-duque de Olivares de la década de 1620.
En 1627 abre en Madrid las puertas del primer Royal Scots College en la casa que Felipe III le había dado en concepto de pagos atrasados de sueldos y que antes había pertenecido al escultor italiano afincado en Madrid, Jacometrezo.

## Biografía
Sempill fue hijo, posiblemente ilegítimo, de Robert, III conde de Sempill. Siendo adolescente, entró en la corte de María I de Escocia, pero tras abdicar la reina del trono escocés a favor de su hijo en 1567, Jacobo, Semple viajó a los Países Bajos y entró al servicio de Guillermo, el príncipe de Orange, en su rebelión contra de la Monarquía Hispánica. En 1573, Semple ofrece sus servicios, a través del duque de Parma, a la Corona de España con el fin de establecer o mantener contacto entre Felipe II y María, aunque durante los próximos ocho o nueve años parece que actuó como agente doble al servicio de ambas partes.
En abril de 1588, como parte de los preparativos de la Armada, fue enviado a Escocia por Felipe II con el fin de persuadir a Jacobo unirse contra Isabel, aunque fue capturado a finales de junio y encarcelado, junto con John Maxwell, conde de Morton, por incitar a la rebelión, aunque ambos escaparon a los dos meses de su captura.
En 1593, se casa en Madrid con una viuda, María de Ledesma.
En 1617, presenta a su compatriota, David Colville (Colvillo), para el puesto de intérprete real en El Escorial, labor que ejerce durante unos diez años.